# Marco Aleotti
Marco Aleotti (Cirié, 8 febbraio 1959) è un regista televisivo italiano.

## Biografia
Dal 1996 al 2019 ha curato ininterrottamente la regia della storica trasmissione di Raiuno Porta a Porta, condotta da Bruno Vespa.
Ha inoltre diretto le riprese in diretta di eventi quali i funerali di Giovanni Paolo II, l'elezione di Benedetto XVI, le cerimonie di apertura e chiusura della porta santa del Giubileo del 2000 e le celebrazioni della Giornata mondiale della gioventù 2000 a Tor Vergata.